# Plá
Plá es una localidad argentina del partido de Alberti, en la provincia de Buenos Aires. Se ubica a 11 km de la Ruta Nacional n.º 5 y a 15 km de Alberti, ciudad cabecera del partido.

## Población
Cuenta con 192 habitantes (Indec, 2010), lo que representa un descenso del 19% frente a los 237 habitantes (Indec, 2001) del censo anterior.
| Gráfica de evolución demográfica de Plá entre 1991 y 2010 |
|                                                           |
| Fuente: Censos nacionales del INDEC                       |

## Ubicación
El área de la actual población de Pla era vecina a la laguna de Palantelén, muy conocida desde la época colonial, ya que era una de las etapas en el camino a las Salinas Grandes.
Desde principios del siglo XX existían pobladores llegados por la expansión de la agricultura en la provincia. Entre ellos se destaca el poblador Daniel Bassi que se asienta en 1906, con su familia.
El 15 de agosto de 1916 se funda la primera escuela.
En el año 1909 la empresa franco-belga Compañía General de Ferrocarriles en la provincia de Buenos Aires inaugura el servicio ferroviario de Buenos Aires a Patricios. De esa época data la construcción de la estación que tomó su nombre del propietario de las tierras donde se asentó, la que se inauguró oficialmente el 1 de enero de 1921.
Oficialmente el pueblo fue fundado de acuerdo con la siguiente aprobación:
“La Plata, marzo 28 de 1923”
Vistos los planos presentados por el Sr. Francisco B. Plá para la fundación de un pueblo en el partido de Alberti, estación Plá C.G de F.C de Bs.As., el Poder Ejecutivo,atento a lo Conformado por la Dirección General de Tierras de Geodesia decreta:
1.º Aprobar los planos presentados por Francisco B. Plá para la fundación de un pueblo en los terrenos de su propiedad, el que denominara Francisco B. Plá.
El 2 de diciembre de 1928 se efectúa el remate de los lotes que componen el nuevo ejido urbano, de concepción moderna.
En sus años de apogeo llegó a tener unos 1.400 habitantes.
En esta localidad se halla asentado el reconocido criadero de semillas "Criadero Klein" de fama internacional.

## Deportes
Club Ciclón Plá y Deportivo Plá (Ambos juegan la Liga Albertina de fútbol.).